# Zheng Haixia
Zheng Haixia (chiń. upr. 郑海霞; chiń. trad. 鄭海霞; pinyin Zhèng Hǎixiá; ur. 7 marca 1967 w Shangqiu) – chińska koszykarka występująca na pozycji środkowej, reprezentantka kraju, multimedalistka międzynarodowych imprez koszykarskich.

## Osiągnięcia
Na podstawie, o ile nie zaznaczono inaczej.

### WNBA
- Laureatka nagród:
  - Kim Perrot Sportsmanship Award (1997)
  - WNBA Peak Performers (1997)
- Liderka WNBA w skuteczności rzutów z gry (1997)

### Reprezentacja
Drużynowe
- Mistrzyni:
  - igrzysk azjatyckich (1986)
  - uniwersjady (1993)
- Wicemistrzyni:
  - olimpijska (1992)
  - igrzysk azjatyckich (1990)
  - mistrzostw świata (1994)
- Brązowa medalistka:
  - olimpijska (1984)
  - uniwersjady (1987)
  - igrzysk azjatyckich (1994)
  - mistrzostw świata (1983)
- Uczestniczka:
  - mistrzostw świata (1983, 1986 – 5. miejsce, 1994, 1998 – 12. miejsce)
  - igrzysk olimpijskich (1984, 1988 – 6. miejsce, 1992, 1996 – 9. miejsce)
  - kwalifikacji olimpijskich (1988 – 3. miejsce)

Indywidualne
- MVP mistrzostw świata (1994)
- Zaliczona do I składu mistrzostw świata (1994)
- Liderka:
  - mistrzostw świata w zbiórkach (1994 – 13,1)[2]
  - skuteczności rzutów z gry:
    - mistrzostw świata (1994 – 83,5%)[3]
    - igrzysk olimpijskich (1988 – 68,3%)[4]